# Liste der brasilianischen Botschafter in der DDR

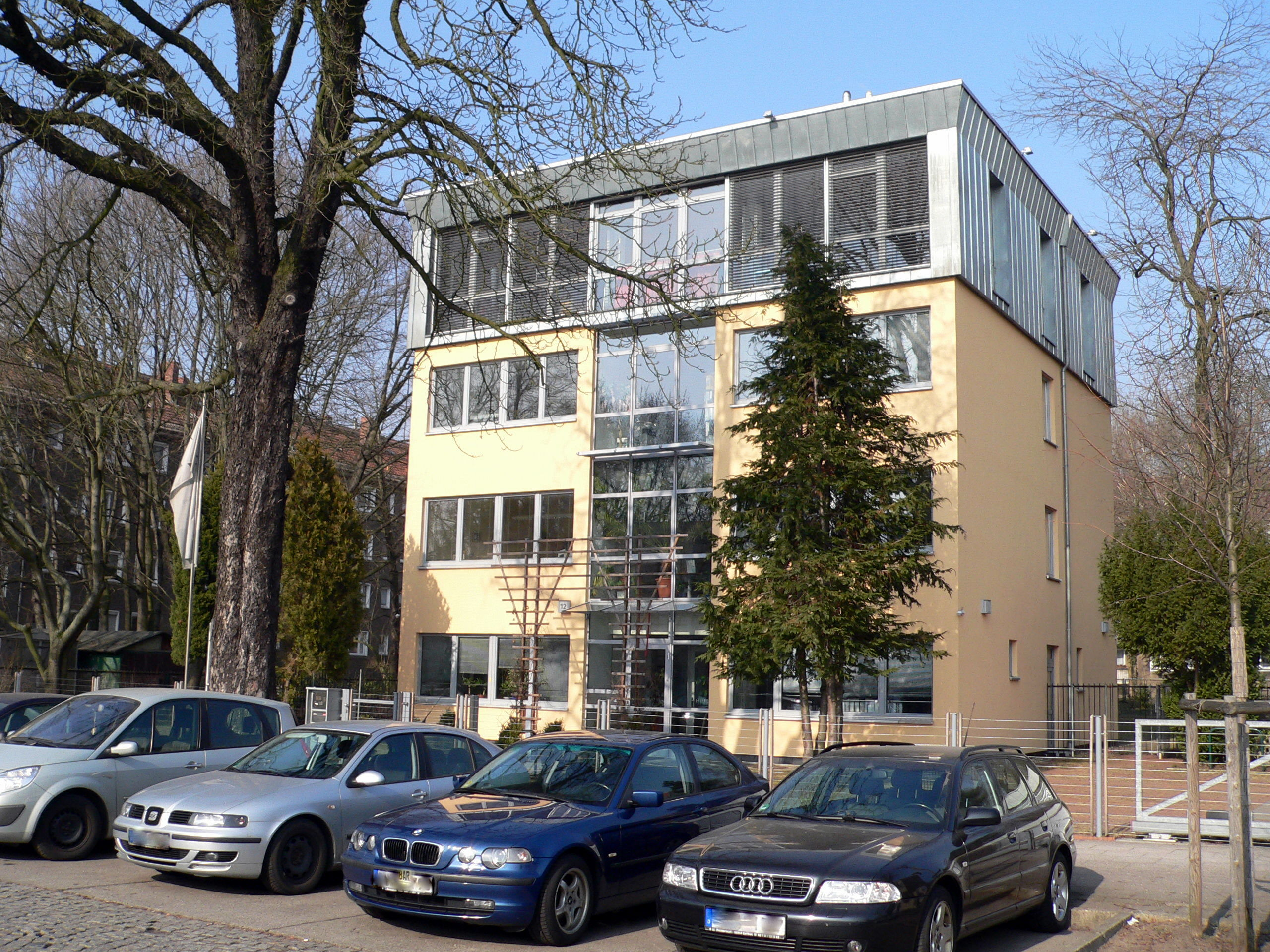
Der Plattenbau Typ Pankow III wurde von 1971 bis 1973 im Bereich der Stavangerstraße 25-mal ausgeführt.

| Akkreditiert  | Name                                 | Bemerkungen | ernannt von                          | akkreditiert bei | Posten verlassen |
| ------------- | ------------------------------------ | ----------- | ------------------------------------ | ---------------- | ---------------- |
| 9. Jan. 1974  | Carlos Jacyntho de Barros            | Botschafter | Ernesto Geisel                       | Willi Stoph      | 1978             |
| 17. Aug. 1978 | Mário Calábria                       | Botschafter | João Baptista de Oliveira Figueiredo | Erich Honecker   | 1984             |
| 31. Jan. 1985 | Vasco Mariz                          | Botschafter | João Baptista de Oliveira Figueiredo | Erich Honecker   | 1987             |
| 28. Jan. 1988 | Ernesto Alberto Ferreira de Carvalho | Botschafter | José Sarney                          | Erich Honecker   | 1990             |

Die Botschaft Brasiliens in der DDR hatte ihren Sitz in der Stavangerstraße 11 in Berlin-Prenzlauer Berg.